# Carry Goossens

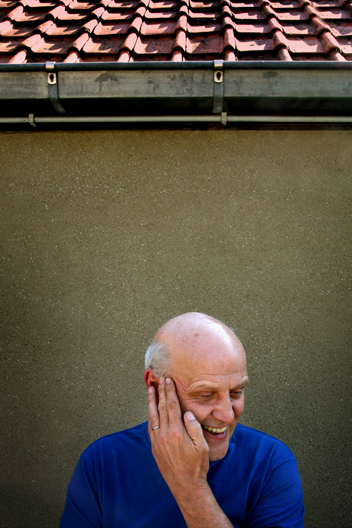
Carry Goossens (2008)

Edgard Mathieu Hubert (Carry) Goossens (* 19. Januar 1953 in Mechelen) ist ein belgischer Schauspieler und Komödiant.
In seinem Heimatland ist Goossens seit langem mit verschiedenen, vor allem komödiantischen Rollen präsent. Eine davon spielte er von 1990 bis 1994 in der in Flandern beliebten Comedyserie F.C. de Kampioenen. In der Fernsehserie Code 37 über eine Polizeieinheit, die auf Sexualdelikte spezialisiert ist, hatte er eine Nebenrolle.
In Deutschland wurde er 1998 durch die Fernsehshow Der Dicke und der Belgier bekannt, die er zusammen mit Diether Krebs moderierte und in der er in zahlreichen Sketchen neben Krebs in diverse Rollen schlüpfte.